# Manuel Almunia
Manuel Rivero Almunia (Pamplona, 19 de maio de 1977) é um futebolista espanhol. Atualmente está aposentado.
Almunia foi forçado a se aposentar dos gramados por causa de um problema no coração, revelou o presidente do Cagliari, Tommaso Giulini, um dia após o jogador realizar exames médicos para assinar com o clube.

## Carreira

### O início
Nasceu em Pamplona, Navarra e começou a sua carreira como sénior na equipa de reservas do Osasuna em 1997, jogando duas épocas na Terceira Divisão Espanhola. Jogou mais duas épocas na mesma divisão, ao serviço do Cartagena e do Sabadell. Na época 2001-02 foi contratado pelo Celta de Vigo, jogando pela primeira vez no campeonato principal de Espanha.
No entanto, foi emprestado ao Eibar da Segunda Divisão Espanhola, onde acabaria por ser primeira escolha. Durante a época 2002-03 foi emprestado ao Recreativo de Huelva, onde acabou por fazer apenas 2 jogos devido à alta concorrência, José Antonio Luque e César. A estreia de Almunia na Primeira Liga acabaria por ocorrer no dia 17 de Novembro de 2002, com uma derrota por 0-3 frente ao Deportivo Alavés.
Quando retornou ao Celta, voltou a ser emprestado, desta vez ao Albacete. Fez a sua estreia no clube na semana seguinte, numa derrota de 1-0 frente ao Málaga. Atingiu a titularidade, , comparecendo num total de 24 jogos, ajudando o Albacete a terminar em 14º lugar.

### Arsenal
Em 2004 o Arsenal anunciou sua contratação junto ao Celta; chegou para ser reserva de Jens Lehmann, mas depois de muitas falhas do então goleiro alemão se tornou titular da equipe londrina durante a temporada 2007/08, por opção do treinador Arsène Wenger. Mas, depois de inúmeras lesões e  más atuações o espanhol perdeu o posto de titular da equipe na temporada 2010/2011 para o então goleiro reserva Wojciech Szczęsny.
Um momento marcante em sua carreira foi quando a expulsão do então titular, Jens Lehmann, em que teve de entrar durante a final da UEFA Champions League 2005-06, contra o Barcelona. Apesar do seu time ter sido derrotado na ocasião, Almunia teve boa atuação e foi perdoado pelos torcedores.

### West Ham
Em setembro de 2011 foi emprestado emergencialmente por um mês para o West Ham devido a uma lesão no joelho do goleiro titular Robert Green.

### Watford
Em julho de 2012, Almunia assinou contrato de um ano com o Watford para disputar a Championship de 2012/13. O goleiro se destacou por defender um pênalti decisivo no jogo de volta da semifinal dos playoffs da Championship, contra o Leicester, dando origem ao contra-ataque que resultaria no gol de Deeney, que deu ao Watford a vaga na decisão dos playoffs. No entanto, Almunia e sua equipe foram derrotados em Wembley, pelo Crystal Palace, e não subiram para a Premier League de 2013/14.

## Títulos
Arsenal
- FA Cup: 2004-05
- FA Community Shield: 2004

### Prêmios individuais
- Ricardo Zamora: 2001-02